# Caselle (Maltignano)
Caselle è l'unica frazione del comune di Maltignano.
Distante meno di due chilometri dal capoluogo, sorge a 110 metri sul livello del mare. Con una popolazione di 933 abitanti è il maggior centro abitato del comune. È sede parrocchiale, e la chiesa è intitolata a San Marco Evangelista.